# Conone l'ortolano
San Conone detto l'ortolano (Nazareth, inizio III secolo – Panfilia, 250) è ricordato nel Martirologio Romano come un agricoltore della Panfilia (in Asia Minore), morto martire durante le persecuzioni dell'imperatore Decio.
È venerato il 5 marzo. Nei racconti agiografici la sua figura è spesso sovrapposta a quella di san Cono il taumaturgo.

## Biografia
Stando alle parole dello stesso Conone, egli era originario di Nazaret, in Galilea, ed era un diretto appartenente della famiglia di Cristo. Il suo soprannome derivava probabilmente dallo stile di vita che conduceva: eremita, Conone possedeva un piccolo campo di legumi, che utilizzava come unico sostentamento.
La tradizione colloca il suo martirio in Panfilia, nell'attuale Turchia, durante le persecuzioni contro i cristiani scatenate dall'imperatore Decio (249-251), sebbene altre fonti affermino che Conone venne martirizzato a Cipro.
Alcune testimonianze riferiscono che, condotto davanti al prefetto romano di Panfilia, il santo rispose coraggiosamente, vantandosi della sua origine e della stretta parentela con Cristo stesso. Come racconta il Martirologio Romano, Conone "fu costretto a correre, con i piedi trafitti da chiodi, davanti ad un carro", finché, caduto a terra, accecato dal dolore e dalla stanchezza, avrebbe reso lo spirito dopo un'ultima preghiera.